# Glypta tumifrons
Glypta tumifrons är en stekelart som beskrevs av Carolina Godoy och Ian D. Gauld 2002. Glypta tumifrons ingår i släktet Glypta och familjen brokparasitsteklar. Inga underarter finns listade i Catalogue of Life.